# Raffaello Morghen (konstnär)
Raffaello Sanzio Morghen, född 19 juni 1758 i Portici vid Neapel, död 8 april 1833 i Florens, var en italiensk grafiker.
Morghen var elev till sin far Filippo Morghen, och ägnade sig främst åt avbildning av italienska renässansmålare i sträng och kylig stil. Bland hans främsta verk märks stick efter Rafaels Transfiguration och Leonardo da Vincis Nattvarden, det senare, om än delvis fritt återgivet, kom att få stor betydelse för återgivningen av det ganska skadade originalet. Morghen är representerad vid bland annat Göteborgs konstmuseum,  Nationalmuseum, Stockholm och Kalmar konstmuseum.